# Marleen Veldhuis
Magdalena Johanna Maria Veldhuis (Borne, 29 giugno 1979) è un'ex nuotatrice olandese specializzata nello stile libero. Ha rappresentato i Paesi Bassi a tre edizioni consecutive dei Giochi olimpici estivi, vincendo un bronzo a Atene 2004, un oro a Pechino 2008 e un argento e un bronzo a Londra 2012. Ha realizzato i primati mondiali nei 50 m stile libero e nelle staffette 4x100 m e 4x200 m stile libero.

## Biografia

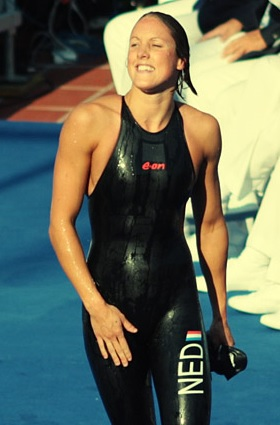
Marleen Veldhuis nel 2009.

Ha fatto il suo debutto internazionale agli europei di Berlino 2002, all'età di 23 anni, dove ha ottenuto una medaglia di bronzo nella 4×100 m stile libero come parte della squadra con Manon van Rooijen, Chantal Groot e Wilma van Hofwegen. Alla fine dell'anno, ha gareggiato agli europei in vasca corta d Riesa 2002, vincendo le medaglie di bronzo nelle staffette 4×50 m stile libero e 4×50 m misti.
Ai mondiali di Barcellona 2003 ha raggiunto due finali individuali nei 50 m stile libero, in cui ha concluso 7ª, e nei 100 m stile libero, dove si è piazzata 8ª. Ha raggiunto anche la finale in tutte le staffette, senza riuscire a salire sul podio. A dicembre ha partecipato agli europei in vasca corta di Dublino 2003, dove ha ottenuto i suoi primi titoli internazionali nei 50 m stile libero e nel 4×50 m stile libero, vincendo anche l'argento nei 100 m stile libero e il bronzo nella 4×50 m misti.
Ha fatto il suo debutto olimpico per i Paesi Bassi all'età di 25 anni ai Giochi di Atene 2004, dove ha vinto la medaglia di bronzo nella 4×100 m stile libero, insieme a Inge de Bruijn, Inge Dekker e Chantal Groot. I suoi risultati individuali alle Olimpiadi sono stati il 9º posto nei 50 m stile libero e l'11º posto nei 100 m stile libero.
Nell'ottobre 2004 ha vinto la medaglia d'oro nei 50 m stile libero ai Campionati mondiali in vasca corta a Indianapolis battendo Libby Lenton  e Therese Alshammar. Nei 100 m stile libero ha ricevuto una medaglia di bronzo dietro Lenton e la svedese Josefin Lillhage. A dicembre ha difeso con successo la sua medaglia nei suoi 50 m stile libero ai Campionati europei di nuoto in vasca corta 2004. A Vienna ha anche vinto l'oro sia nella 4×50 m stile libero che nella 4×50 m misti, ha anche conquistato una medaglia d'argento nei 100 m stile libero dietro la francese Malia Metella.
Ai mondiali di Montréal 2005 ha vinto la sua prima medaglia iridata, conquistando l'argento nella finale dei 50 m stile libero con il tempo di 24"83.
Assieme alle velociste olandesi Hinkelien Schreuder, Inge Dekker e Chantal Groot ha vinto l'oro, con l'allora record del mondo, nella 4x100 m stile libero ai mondiali in vasca corta di Shanghai nel 2006. Nell'estate ha gareggiato agli europei di Budapest 2006, dove è arrivata seconda nei 100 m stile libero e terza nei 50 m stile libero. Nella staffetta 4×100 m stile libero ha ricevuto una medaglia d'argento insieme a Chantal Groot, Inge Dekker e all'esordiente Ranomi Kromowidjojo. Dopo questi campionati si è separata dal suo allenatore, Fedor Hes, e ha iniziato a lavorare con Jacco Verhaeren, che all'epoca stava lavorando anche con il triplo campione olimpico Pieter van den Hoogenband. 
Agli europei in vasca corta di Helsinki 2006 ha difeso con successo i suoi titoli continentali nei 50 e 100 m stile libero.
Nella primavera del 2007 ha preso parte ai mondiali di Melbourne 2007, in Australia, dove ha guadagnato la medaglia d'argento nei 100 m stile libero, preceduta sul podio da Libby Lenton. Ha vinto anche la medaglia di bronzo nei 50 m stile libero, nonostante fosse la favorita per la vittoria finale. Insieme a Inge Dekker, Ranomi Kromowidjojo e Femke Heemskerk, ha vinto il bronzo nella staffetta 4×100 m stile libero.
A novembre, alla tappa di Berlino della Coppa del Mondo di nuoto FINA 2007, Veldhuis ha battuto il record mondiale di 50 m stile libero, detenuto dalla svedese Therese Alshammar, con il nuovo standard di 23"58. Un mese dopo si è qualificata per le Olimpiadi di Pechino 2008 con record personali nei 50 e 100 m stile libero durante la Dutch Open Swim Cup 2007 e ha gareggiato ai Campionati Europei di nuoto in vasca corta 2007. A Debrecen ha vinto i 50 m stile libero per la quinta volta in di fila, ma ha perso il titolo dei 100 m stile libero contro Britta Steffen, finendo seconda. Ha anche vinto l'oro nella 4×50 m stile libero. Pochi giorni dopo il campionato è stata eletta sportiva olandese dell'anno.
Nel marzo 2008 ai Campionati Europei di Nuoto 2008 a Eindhoven, ha vinto i 100 m e 50 m stile libero. In quest'ultimo evento ha battuto il record mondiale con un tempo di 24"09. Ha anche migliorato il record mondiale della staffetta 4x100 m stile libero, insieme a Inge Dekker, Ranomi Kromowidjojo e Femke Heemskerk, stabilento il nuovo standard di 3'33"62. Ha vinto inoltre una medaglia di bronzo nella 4×100 m misti insieme a Hinkelien Schreuder, Jolijn van Valkengoed e Inge Dekker. 
Ai mondiali in vasca corta di Manchester 2018 svoltisi ad aprile ha vinto quattro medaglie d'oro. Individualmente nei 50 m stile libero, migliorando il primato mondiale a 23"25, e nei 100 m stile libero, battendo la beniamina di casa Francesca Halsall. Inoltre, ha ottenuto l'oro nella 4×200 m stile libero con Inge Dekker, Femke Heemskerk e Ranomi Kromowidjojo, migliorando il record del mondo. Con Hinkelien Schreuder al posto di Kromowidjojo, la squadra olandese ha anche abbassato il proprio record mondiale nella 4×100 m stile libero.
Alle Olimpiadi estive di Pechino 2008 ha guadagnato la medaglia d'oro nella staffetta 4×100 m stile libero insieme a Inge Dekker, Ranomi Kromowidjojo e Femke Heemskerk, nuotando a soli 0,14 secondi dal proprio record mondiale. Nelle gare individuali ha ottenuto il sesto posto nei 100 m stile libero e il quinto nei 50 m stile libero.
Ai mondiali di Roma 2009, con la staffetta olandese ha stabilito il nuovo primato mondiale della 4x100 m stile libero con il tempo di 3'31"72. Ai campionati mondiali di Shanghai 2011 la squadra ha confermato la vittoria con il tempo di 3'33"96.
Ha rappresentati i Paesi Bassi alle Olimpiadi estive di Londra 2012, dove ha ottenuto la sua prima medaglia olimpica individuale, giungendo terza nella finale dei 50 m stile libero con il tempo di 24"39. Ha inoltre vinto la medaglia d'argento con la staffetta femminile 4x100 m stile libero.
Al termine delle Olimpiadi si è ritirata dalla carriera agonistica.

## Palmarès
- Giochi olimpici:

Atene 2004: bronzo nella 4x100 m sl.
Pechino 2008: oro nella 4x100 m sl.
Londra 2012: argento nella 4x100 m sl e bronzo nei 50 m sl.
- Mondiali

Montreal 2005: argento nei 50 m sl
Melbourne 2007: argento nei 100 m sl, bronzo nei 50 m sl e nella 4x100 m sl.
Roma 2009: oro nella 4x100 m sl e bronzo nei 50 m sl.
Shanghai 2011: oro nella 4x100 m sl e bronzo nei 50 m sl.
- Mondiali in vasca corta

Indianapolis 2004: oro nei 50 m sl e bronzo nei 100 m sl.
Shanghai 2006: oro nella 4x100 m sl, argento nei 100 m sl e bronzo nei 50 m sl.
Manchester 2008: oro nei 50 m sl, nei 100 m sl, nella 4x100 m sl e nella 4x200 m sl.
- Europei:

Berlino 2002: bronzo nella 4x100 m sl.
Madrid 2004: argento nei 100 m sl e nella 4x100 m sl e bronzo nella 4x100 m misti.
Budapest 2006: argento nei 100 m sl e nella 4x100 m sl e bronzo nei 50 m sl.
Eindhoven 2008: oro nei 50 m sl, nei 100 m sl e nella 4x100 m sl e bronzo nella 4x100 m misti.
- Europei in vasca corta:

Riesa 2002: bronzo nella 4x50 m misti.
Dublino 2003: oro nei 50 m sl e nella 4x50 m sl, argento nei 100 m sl e bronzo nella 4x50 m misti.
Vienna 2004: oro nei 50 m sl, nella 4x50 m sl e nella 4x50 m misti e argento nei 100 m sl.
Trieste 2005: oro nei 50 m sl, nei 100 m sl, nella 4x50 m sl e nella 4x50 m misti.
Helsinki 2006: oro nei 50 m sl e nei 100 m sl e argento nella 4x50 m sl.
Debrecen 2007: oro nei 50 m sl e nella 4x50 m sl e argento nei 100 m sl.
Fiume 2008: oro nei 50 m sl, nei 100 m sl, nella 4x50 m sl e nella 4x50 m misti.
Eindhoven 2010: oro nella 4x50 m sl e nella 4x50 m misti.